# سنان كارا
سنان كارا (بالتركية: Senan Kara)‏ (من مواليد 9 أغسطس 1978 في إزمير) هي ممثلة تركية. بعد تخرجها من كلية يونس إمري شاركت في العديد من المسرحيات القصيرة بالإضافة إلى مسرحيات مثل «أغلق عيني» و«النورس». تخرجت عام 2000 بمسرحية «ديزاير ترام» و«بورتريه أوف مادونا» لتينيسي ويليامز. وتحصلت على جائزة التمثيل المسرحي بكلية الفنون الجميلة بجامعة دوكوز إيلول عام 1996.

## أعمال
- اسمي فرح - فيرا أكينجي
- عطية - ملاك
- المنزل الذي ولدت فيه هو مصيرك - نرمين
- فاتانيم سينسين - فيرونيكا[1]
- العريس الأجنبي
- هناك مرآة في قسم الشرطة - 2000